# MetalXS
 (décembre 2017).
Si vous disposez d'ouvrages ou d'articles de référence ou si vous connaissez des sites web de qualité traitant du thème abordé ici, merci de compléter l'article en donnant les références utiles à sa vérifiabilité et en les liant à la section « Notes et références ».
MetalXS a débuté comme émission de télévision hebdomadaire diffusée sur L'Énôrme TV (aujourd'hui Énorme TV) le 13 décembre 2012, consacrée à l'actualité du metal dans son sens le plus large.
Cette émission a été conçue et réalisée par Christian Lamet, également producteur délégué du programme avec Philippe Montiel.
Fait notable, il s'agissait du premier magazine télé du genre en France depuis les années 1990.
Première dans l'histoire des émissions rock en France, MetalXS a été réalisée en deux langues (française et anglaise) et diffusée chaque semaine pour sa version internationale par le web sur le site www.metalxs.com
La voix-off du programme était incarnée dans sa version française par Jean-François Bouquet (2012-2015), ancien rédacteur en chef du magazine Metal Attack, et dans sa version anglaise par la chanteuse comédienne britannique Monkey Anna.
L'émission est parrainée par Hard Force Magazine. Sur les saisons 2, 3 et 4, la majorité des interviews sont réalisées par Hugo Tessier, qui écrit aujourd'hui pour MyRock Magazine. 
Le 17 septembre 2015, MetalXS cesse sa collaboration avec son diffuseur et inaugure pour sa quatrième saison un nouveau projet multimédia de plateforme vidéo responsive consacrée entièrement au Metal. Interviews, reportages, programmes courts, rubriques insolites, archives sont présentées sous des formats plus courts, non-stop toute la semaine, à destination des smartphones, tablettes et ordinateurs.
Le 10 février 2022, l'émission est relancée dans une nouvelle formule bimensuelle sur la plateforme RiffX by Crédit Mutuel.

## Saison 7 (2022-)
• (24 février 2022) : interviews Scorpions et Ayron Jones
• (10 février 2022) : interviews Hangman's Chair, Slash et Myles Kennedy

## Saison 6 (2017-2018)
• (mai 2018) : interview Black Stone Cherry
• (avril 2018) : interview A Perfect Circle
• (mars 2018) : interview Pop Evil
• (février 2018) : interview Blackberry Smoke
• (janvier 2018) : interview Black Label Society Zakk Wylde

## Saison 5 (2016-2017)
• (décembre 2017) : interview Tyler Bryant and the Shakedown
• (novembre 2017) : interview Steven Wilson
• (août 2017) : interview Alice Cooper
• (juillet 2017) : interview Corey Taylor Stone Sour
• (mai 2017) : interview Vinnie Paul Hellyeah
• (avril 2017) : interview Ian Paice Deep Purple
• (avril 2017) : interview Gojira
• (mars 2017) : interview Airbourne
• (décembre 2016) : interview Metallica (Robert Trujillo)
• (novembre 2016) : interview Steel Panther, Metallica (James Hetfield)
• (octobre 2016) : interview Alter Bridge
• (septembre 2016) : interview Mass Hysteria

## Saison 4 (2015-2016)
• (juin 2016) : studio report Sabaton
• (mai 2016) : interview Sixx:A.M.
• (avril 2016) : interviews Deftones, Black Stone Cherry
• (mars 2016) : interview Killswitch Engage
• (février 2016) : interview Dream Theater
• (décembre 2015) : interviews Anthrax (groupe), Dream Theater
• (novembre 2015) : interviews Korn, Lynyrd Skynyrd, Saxon (groupe)
• (octobre 2015) : interviews Korn, Lynyrd Skynyrd, Mass Hysteria, Trivium, Ugly Kid Joe, Children Of Bodom
• (septembre 2015) : Iron Maiden listening session avec Bruce Dickinson exclusivité mondiale, interviews Slayer, Ghost (groupe suédois), Jimmy Page (Led Zeppelin), Max Cavalera (Soulfly), Mikkey Dee (Motörhead)

## Saison 3 (2014-2015)
• Émission 1 (16 octobre 2014) : interviews Slash, Ian Paice (Deep Purple), In Flames
• Émission 2 (23 octobre 2014) : interviews Judas Priest, Sixx:A.M., Mastodon
• Émission 3 (30 octobre 2014) : interviews Nothing More, Black Stone Cherry, The Answer, Opeth
• Émission 4 (6 novembre 2014) : interviews In This Moment, Accept, Udo Dirkschneider, Dream Theater
• Émission 5 (13 novembre 2014) : interviews Monster Truck, Flying Colors, Greg Howe, Epica
• Émission 6 (20 novembre 2014) : interviews Vanden Plas, Blues Pills, Dragonforce, Hellfest 2015
• Émission 7 (27 novembre 2014) : interview Sabaton, dossier AC/DC (Philippe Lageat, Papa Roach, Black Stone Cherry, Accept, The Answer)
• Émission 8 (4 décembre 2014) : interviews AqME, 1349, Steve Vai, Motörhead
• Émission 9 (11 décembre 2014) : interviews Electric Mary, Unisonic, rencontre entre Dave Lombardo (ex-Slayer, Philm) et Mikkey Dee (Motörhead)
• Émission 10 (18 décembre 2014) : interviews H.E.A.T, reportage sur la route avec Saxon et Skid Row, court-métrage Loudblast
• Émission 11 (22 janvier 2015) : interviews Battle Beast, Papa Roach
• Émission 12 (29 janvier 2015) : interviews Danko Jones, court-métrage Loudblast, making of Slipknot
• Émission 13 (12 février 2015) : spécial Slipknot
• Émission 14 (19 février 2015) : interviews Scorpions, Enter Shikari, Napalm Death, Epica et Pauline Darley
• Émission 15 (5 mars 2015) : interviews Thunder, Europe, Crucified Barbara
• Émission 16 (12 mars 2015) : interviews Francis Zégut, Kiko Loureiro (Angra)
• Émission 17 (26 mars 2015) : interviews Black Bomb A, Michael Schenker, Starset
• Émission 18 (2 avril 2015) : interviews Devin Townsend, Nightwish, Periphery
• Émission 19 (16 avril 2015) : interviews Halestorm, The Gentle Storm, Motocultor Festival
• Émission 20 (23 avril 2015) : interviews Lordi, Bukowski, Amaranthe, Apocalyptica

## Saison 2 (2013-2014)
• Émission 1 (26 septembre 2013) : interviews Dream Theater, Deftones, The Answer
• Émission 2 (3 octobre 2013) : interviews Korn, The Winery Dogs, Kollektif AK-47 Bernie Bonvoisin
• Émission 3 (10 octobre 2013) : interviews Alter Bridge, Scar The Martyr
• Émission 4 (17 octobre 2013) : interviews Metallica, Motörhead
• Émission 5 (24 octobre 2013) : interviews Metallica, Trivium
• Émission Best of #1 Metallica (31 octobre 2013)
• Émission 6 (7 novembre 2013) : interviews Tarja Turunen, Volbeat
• Émission 7 (14 novembre 2013) : interviews Five Finger Death Punch, Ron Thal (Guns N' Roses)
• Émission 8 (21 novembre 2013) : interviews Black Star Riders, Within Temptation
• Émission 9 (28 novembre 2013) : interviews Andi Deris, Ghost (groupe suédois)
• Émission 10 (5 décembre 2013) : interviews Paul Di'Anno, Apocalyptica
• Émission 11 (12 décembre 2013) : interviews Death, Nightwish, Tracer
• Émission 12 (19 décembre 2013) : spéciale Noël Sharon den Adel (Within Temptation), Ryan O'Keeffe (Airbourne), interview Trans-Siberian Orchestra, best of et bêtisier de l'année.
• Émission Best of #2 Metallica (26 décembre 2013) : spéciale Noël Sharon den Adel (Within Temptation), Ryan O'Keeffe (Airbourne), Interview Trans-Siberian Orchestra, best of et bêtisier de l'année - Live Dagoba
• Émission 13 (2 janvier 2014) : interviews Scorpions, Iced Earth - Live Dagoba
• Émission Best of #3 (9 janvier 2014) : spéciale Live inédits The Winery Dogs, Apocalyptica, Black Star Riders, The Answer
• Émission 14 (16 janvier 2014) : interviews Mass Hysteria, Duff McKagan (Walking Papers)
• Émission 15 (23 janvier 2014) : Metallica Special
• Émission 16 (30 janvier 2014) : interviews & studio reports Adrian Vandenberg (Vandenberg's Moonkings), Loudblast
• Émission 17 (6 février 2014) : reportage Motörhead, interview Truckfighters
• Émission 18 (13 février 2014) : interviews Mötley Crüe, Alice Cooper
• Émission 19 (20 février 2014) : interviews Steel Panther, Soulfly
• Émission Best of #4 (27 février 2014) : best of "Live"
• Émission 20 (13 mars 2014) : interviews The Treatment, Vinnie Paul et Zakk Wylde à propos de l'album "Far Beyond Driven" de Pantera
• Émission 21 (20 mars 2014) : interviews Vinnie Paul, Phil Anselmo et Zakk Wylde à propos de l'album "Far Beyond Driven" de Pantera, Dagoba
• Émission 22 (27 mars 2014) : interviews Gotthard, Dug Pinnick, George Lynch et Ray Luzier (KXM)
• Émission Best of #5 (3 avril 2014) : spéciale Pantera
• Émission Best of #6 (10 avril 2014) : spéciale "Live" inédits
• Émission 23 (17 avril 2014) : interviews Black Label Society, Delain et DevilDriver
• Émission 24 (24 avril 2014) : interviews Joe Satriani, Edguy et Nashville Pussy
• Émission Best of #7 (8 mai 2014) : spéciale "Live" inédits Vandenberg's Moonkings, Pop Evil et DevilDriver
• Émission 25 (15 mai 2014) : interviews Gamma Ray, Halestorm et Black Stone Cherry
• Émission Best of #8 (22 mai 2014) : spéciale "Live" inédits
• Émission 26 (29 mai 2014) : interviews Korn, California Breed et Arch Enemy
• Émission Best of #9 (5 juin 2014) : spéciale "Power Trios" KXM, The Winery Dogs et California Breed
• Émission 27 (12 juin 2014) : interviews Jimmy Page (Led Zeppelin), Pop Evil et Hellyeah
• Émission 28 (26 juin 2014) : spécial Hellfest 2014 Partie 1
• Émission 29 (3 juillet 2014) : spécial Hellfest 2014 Partie 2
• Émission 30 (10 juillet 2014) : spécial Hellfest 2014 Partie 3

## Saison 1 (2012-2013)
• Émission 1 (13 décembre 2012) : interviews Eths, Stone Sour, Motörhead
• Émission 2 (20 décembre 2012) : interviews Steve Vai, Fear Factory
• Émission 3 (27 décembre 2012) : interview Anneke van Giersbergen
• Émission 4 (3 janvier 2013) : interviews Blackrain, Steel Panther
• Émission 5 (10 janvier 2013) : interviews Slash, Mass Hysteria
• Émission 6 (17 janvier 2013) : interviews Epica, Helloween
• Émission 7 (24 janvier 2013) : interviews Gojira, Steve Lukather, reportage Paris Metal France Festival
• Émission 8 (31 janvier 2013) : interviews Gojira, Stratovarius, reportage Chickenfoot
• Émission 9 (7 février 2013) : interviews Marillion, Steven Wilson, Salomon Hazot
• Émission 10 (14 février 2013) : interviews Saxon, Black Light Burns, reportage Dream Theater
• Émission 11 (21 février 2013) : interviews Stratovarius, Yves Brusco hommage à Bon Scott (AC/DC)
• Émission 12 (28 février 2013) : interviews Steven Wilson, Lordi, reportage James Hetfield Metallica
• Émission 13 (7 mars 2013) : interviews DevilDriver, Bring Me The Horizon
• Émission 14 (14 mars 2013) : interviews Klone, Killswitch Engage - Hommage à Jimi Hendrix : Steve Lukather, Phil Campbell, Steve Vai
• Émission 15 (21 mars 2013) : interviews Living Colour, The Darkness
• Émission 16 (28 mars 2013) : interviews Mass Hysteria, Halestorm, Bullet for My Valentine
• Émission 17 (4 avril 2013) : interviews Black Country Communion, Paul Gilbert, Escape The Fate
• Émission 18 (11 avril 2013) : interviews Ill Niño, Testament, Mark Tremonti
• Émission 19 (18 avril 2013) : interviews Mike Tramp, Kvelertak, Gamma Ray, Drowning Pool
• Émission 20 (25 avril 2013) : interviews LizZard, Gojira, Hommage à Chi Cheng (Deftones)
• Émission 21 (2 mai 2013) : interview Ian Paice (Deep Purple)
• Émission 22 (9 mai 2013) : interviews Escape The Fate, Pain of Salvation
• Émission 23 (16 mai 2013) : interviews The Dillinger Escape Plan, Airbourne - Témoignage Stéphane Buriez (Loudblast) et Yann Heurtaux (Mass Hysteria) : hommage à Jeff Hanneman (Slayer)
• Émission 24 (23 mai 2013) : interviews Black Star Riders, Children of Bodom
• Émission 25 (30 mai 2013) : interviews Dagoba, Walking Papers
• Émission 26 (6 juin 2013) : interviews Darkness Dynamite, Five Finger Death Punch, Blackrain
• Émission 27 (13 juin 2013) : Sonisphere 2013 1/2 - Interviews Headcharger, Bring Me The Horizon, Sabaton, Limp Bizkit, Crucified Barbara, In Flames, Amon Amarth, Korn
• Émission 28 (20 juin 2013) : Sonisphere 2013 1/2 - Interviews Hacktivist, Mastodon, Stone Sour, Epica, Children of Bodom, Dragonforce, Megadeth, Airbourne
• Émission 29 (27 juin 2013) : Hellfest 2013 1/3 - Interviews Kissin' Dynamite, Hellyeah, Saxon (groupe), Avantasia, Twisted Sister, Agnostic Front, Kreator, Def Leppard
• Émission 30 (4 juillet 2013) : Hellfest 2013 2/3 - Interviews Phil Anselmo & Pepper Keenan (Down), Papa Roach, Krokus, Sam Dunn, Korn
• Émission 31 (12 juillet 2013) : Hellfest 2013 3/3 - Interviews Lordi, Jason Newsted, Down, Danko Jones, Volbeat, Roy Mayorga (Stone Sour), Ghost (groupe suédois), Gojira